# Bassaricyon pauli
Олінго чірікський (Bassaricyon pauli) — вид роду Олінго родини Ракунові, невелика центральноамериканська тварина. Вид знаний лише з панамської провінції Чірікі. Висота місця, де був зібраний зразок 1463 м.